# 중앙탑면
중앙탑면(中央塔面)은 대한민국 충청북도 충주시에 위치하는 면이다. 탄금호가 관통하며, 충주 조정지댐이 위치하여 있어 내륙형 바다의 원천이다. 2013년 세계조정선수권대회가 이곳에서 개최되었으며 2014년 인천 아시안 게임 조정 경기장으로도 사용되었다. 특히 충주호수축제 역시 이곳에서 1년마다 개최한다.

## 유래
본래 명칭은 가금면(可金面)이었으나 바로 옆에 있는 금가면과 혼동을 주고 날짐승(가금류)을 연상하게 한다는 이유로 바뀌었다. 중앙탑면은 이 곳에 위치한 충주 탑평리 칠층석탑의 별칭인 중앙탑에서 유래된 이름이다.

## 연혁
- 1895년, 충주군 설치. 충주군 가흥면, 금천면
- 1912년, 구한국지방행정구역명칭일람에 가흥면(10개리),금천면(29개리)으로 표기
- 1914년, 행정구역 폐합으로 가흥면과 금천면을 통합하여 충주군 가금면으로 개편 8개리 관할
- 1956년, 충주읍의 시승격에 따라 중원군 가금면으로 개칭
- 1995년, 시·군 통합에 따라 충주시 가금면으로 개칭
- 2013년, 세계조정선수권대회가 충주에서 개최
- 2014년, 2월 1일 중앙탑면으로 개칭
- 2014년 9월 ~ 2014년 10월, 2014년 인천 아시안 게임 조정 경기가 개최되었다.

## 행정 구역
- 가흥리(可興里)
- 루암리(樓岩里)
- 봉황리(鳳凰里)
- 용전리(龍田里)
- 장천리(長川里)
- 창동리(倉洞里)
- 탑평리(塔坪里)
- 하구암리(下九岩里)

## 주요 기관

### 교육 기관
- 가흥초등학교
- 충주중앙탑초등학교
- 중앙탑중학교
- 중앙탑고등학교

### 행정 기관
- 충주소방서 앙성119안전센터 가금의용소방대

### 유적
- 충주 탑평리 칠층석탑(국보 제6호)
- 중원고구려비(국보 제 205호)

### 박물관
- 리쿼리움